# Раундъп
 Тази статия е за града в щата Монтана.  За хербицида вижте Roundup.  
Раундъп (на английски: Roundup) е град в окръг Мъсълшел, щата Монтана, САЩ. Раундъп е с население от 1931 жители (2000) и обща площ от 3,5 km². Намира се на 980 m надморска височина. ZIP кодът му е 59072 – 59073, а телефонният му код е 406.